# Clubiona pteronetoides
Clubiona pteronetoides este o specie de păianjeni din genul Clubiona, familia Clubionidae, descrisă de Deeleman-reinhold în anul 2001.
Este endemică în Thailand. Conform Catalogue of Life specia Clubiona pteronetoides nu are subspecii cunoscute.